# Rakowce (rejon smorgoński)
Rakowce (biał. Ракаўцы; ros. Раковцы) − agromiasteczko na Białorusi, w obwodzie grodzieńskim, w rejonie smorgońskim, w sielsowiecie Krewo.

## Historia
W czasach zaborów wieś w okręgu wiejskim Rakowce, w gminie Krewo, w powiecie oszmiańskim, w guberni wileńskiej Imperium Rosyjskiego. W 1866 roku liczyła 121 mieszkańców w 16 domach. W części należącej do dóbr Nerówka (własność Sulkowiczów) było 12 dusz rewizyjnych; w części należącej do dóbr Perłowa Góra (własność Karczewskich) 26 dusz rewizyjnych i 7 byłych ludzi dworskich; w części należącej do dóbr Krzywsk (własność Soroków) 33 dusze rewizyjne. W 1905 roku wieś Rakowce I liczyła 40 mieszkańców, 23 dziesięcin, Rakowce II – liczyły 83 mieszkańców, 55 dziesięcin; Rakowce III – 108 mieszkańców, 59 dziesięcin.
W latach 1921–1945 wieś leżała w Polsce, w województwie wileńskim, w powiecie oszmiańskim, w gminie Krewo.
W 1931 wieś:
- Rakowce I w 7 domach zamieszkiwało 45 osób[3].
- Rakowce II w 18 domach zamieszkiwały 93 osoby[3].
- Rakowce III w 20 domach zamieszkiwało 105 osób[3].

Wierni należeli do parafii rzymskokatolickiej i prawosławnej w Krewie. Miejscowość podlegała pod Sąd Grodzki w Smorgoniach i Okręgowy w Wilnie; właściwy urząd pocztowy mieścił się w Krewie.
Po II wojnie światowej w granicach Związku Sowieckiego. Od 1991 w niepodległej Białorusi.